# Haldor Boen

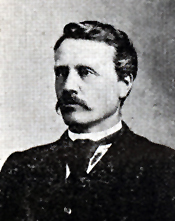
Haldor Boen (1893)

Haldor Erickson Boen (* 2. Januar 1851 in Sør-Aurdal, Valdres, Norwegen; † 23. Juli 1912 in der Aurdal Township, Minnesota) war ein US-amerikanischer Politiker. Zwischen 1893 und 1895 vertrat er den Bundesstaat Minnesota im US-Repräsentantenhaus.

## Werdegang
Im Jahr 1868 kam Haldor Boen in die Vereinigten Staaten, wo er sich im Mower County in Minnesota niederließ. In den Jahren 1869 und 1870 besuchte er die St. Cloud Normal School. Danach zog er in die Nähe von Fergus Falls im Otter Tail County. Ab 1872 war er beim Revisor dieses Bezirks als Steuerbeamter angestellt. Zwischen 1874 und 1879 unterrichtete er dort auch als Lehrer. Von 1875 bis 1900 übte Boen zudem das Amt des Friedensrichters aus. Im Jahr 1880 wurde er Landrat (County Commissioner). In den Jahren 1888 bis 1892 war er Grundbuchbeamter in seinem Bezirk.
Politisch war Boen Mitglied der kurzlebigen Populist Party. Bei den Kongresswahlen des Jahres 1892 wurde er im damals neugeschaffenen siebten Wahlbezirk von Minnesota in das US-Repräsentantenhaus in Washington, D.C. gewählt. Dort trat er am 4. März 1893 sein neues Mandat an. Da er bei den Wahlen des Jahres 1894 gegen den Republikaner Frank Eddy verlor, konnte Boen bis zum 3. März 1895 nur eine Legislaturperiode im Kongress absolvieren.
Nach seiner Zeit im US-Repräsentantenhaus wurde Boen Herausgeber der Zeitung „Fergus Falls Globe“. Außerdem arbeitete er im Otter Tail County in der Landwirtschaft. Haldor Boen starb am 23. Juli 1912 in Aurdal Township nahe Fergus Falls.